# Tagarins
|  | Per a altres significats, vegeu «Tàrrega». |

Els tagarins (de l'àrab ṭaḡrī, que vol dir fronterer) són els moriscos que vivien entre els segles xiii i XVI a la Corona d'Aragó, especialment al País Valencià, però que van ser criats per cristians, parlaven el català com a llengua pròpia i feien vida quotidiana entre cristians. Per tant, era difícil de distingir dels moriscos, tret del fet que visqueren a una moreria. A Catalunya, en canvi, els tagarins eren els musulmans originaris de la Catalunya Nova i del País Valencià que es distingien per ser catalanoparlants.
El fet de ser criats per cristians implica que són de família andalusina d'elit que haurien rebut ensenyament de mestres cristians en coneixements vinculats amb els regnes hispànics catòlics (romanística, cultura clàssica, filosofia, història, dret romà, etc.) necessaris per a exercir un futur càrrec, ja en l'adultesa, de funcionaris de l'Estat andalusí, o bé per esdevindre rais, sayyid o emir. També per tenir mare cristiana (andalusina o no), tot i ser el pare un musulmà de renom important. Alguns dels tagarins més coneguts són Al-Azraq i Zayyan ibn Mardanix, que van esdevenir líders dels andalusins en diferents circumstàncies.